# Litavska Sovjetska Socijalistička Republika
 Ovo je glavno značenje pojma Litavska Sovjetska Socijalistička Republika. Za druga značenja pogledajte Litavska Socijalistička Sovjetska Republika.
Litavska Sovjetska Socijalistička Republika, skraćeno Litavska SSR ili LSSR, (lit. Lietuvos Tarybų Socialistinė Respublika, LTSR; rus. Литовская Советская Социалистическая Республика, ЛССР), bila je po površini 11. republika SSSR-a.
Proglašena je 21. srpnja 1940., a 3. kolovoza 1940. je postala konstitutivna republika SSSR-a. Od 1941. do 1944. godine je nalazila se pod njemačkom okupacijom. 
Litva je službeno napustila Sovjetski Savez, 11. ožujka 1991. godine.

## Povijest

### Prva Litavska SSR 1918. — 1919.
Prva Litavska Sovjetska Socijalistička Republika je proglašena 16. prosinca 1918. godine, od strane prelazne revolucionarne vlade Litve, čiji su članovi svi bili u Komunističkoj partiji Litve. Litavsku SSR su poduprile jedinice Crvene armije, ali njena vlada nije uspela da dobije tako široku podršku među narodom poput Vijeća Litve, koje je poslije postalo jedina legitimna vlada Litve. Dva mjeseca kasnije, 27. veljače 1919. godine, Litavska SSR je ujedinjena s Bjeloruskom SSR, nakon čega je proglašena Litavsko-bjeloruska SSR, koje je postojala do 25. kolovoza 1919. godine. 
Ruska SFSR službeno je priznala postojanje nezavisne Litve 12. srpnja 1920. godine, Sovjetsko-litavskim mirom, okončavši time postojanje sovjetske republike, koje je trebalo da bude formirana na njenoj teritoriji. Navodno je samo izbijanje Sovjetsko-poljskog rata zaustavilo Crvenu armiju da osvoji Litvu i ponovno uspostavi sovjetsku republiku.

### Drugi svjetski rat
Vidi još: Holokaust u Litvi
Po zaključenju pakta Ribbentrop-Molotov, kolovoza 1939. godine, Litva je trebala pripasti njemačkom utjecaju, ali je izbijanjem Drugog svjetskog rata, Njemačka prepustila Litvu, Sovjetskom Savezu u zamjenu za poljski grad Lublin i dio Varšavskog vojvodstva. Tako je 21. srpnja 1940. godine, uspostavljena Litavska Sovjetska Socijalistička Republika. 
Trupe Crvene armije ušle su u Litavsku SSR 15. lipnja, a 3. kolovoza je komunistička vlada Litavske SSR proglasila je pristupanje Litavske SSR Sovjetskom Savezu, kao četrnaeste konstitutivne republike.
Teritoriji Litavske SSR okupirala je njemačka vojska. Tzv. Ostland je oslobođen u 1944. godini. Nakon priključenja SSSR-u, ali i po povratku sovjetske vlasti, vršenje su masovne deportacije Litavca u sibirske logore, pod raznim optužbama.

### Poslijeratni period
Sjedinjene Američke Države, Velika Britanija i ostale zapadne države smatrale su sovjetsku okupaciju Litve 1940. godine ilegalnom, ali su priznale sovjetske granice na svim poslijeratnim mirovnim konferencijama. Usprkos tim, SAD su za vrijeme postojanja SSSR-a odbijale da priznaju sovjetsku aneksiju svih baltičkih država.
Na Potsdamskoj konferenciji, 1945. godine, Litavskoj SSR je potvrđeno pripajanje grada Klaipėda, bivši njemački Memel.

### Nezavisnost
Dolaskom Mihaila Gorbačova na čelo sovjetske KP sredinom 1980-ih započela liberalizacija sovjetskog režima u svim republikama SSSR-a, tako i u Litvi. Nakon gotovo polustoljetne sovjetske vlasti, u Litvi su u listopadu 1988. god. izbile masovne demonstracije s temeljnim zahtjevom za neovisnost. Politička struja okupljena u Nacionalnom pokretu "Sąjūdis" dobila je većinu u litavskom parlamentu, a predsjednik države je postao Vytautas Landsbergis.
Dana 11. ožujka 1990. godine parlament je proglasio neovisnost Litve, na što je Moskva odgovorila vojnom blokadom, ali je 1991. godine ipak bila prinuđena priznati njezinu neovisnost.
Island je odmah priznao nezavisnost Litve, a to je učinila i većina ostalih država nakon kolovoškog puča – državnog udara, 1991. godine. Vlada Sovjetskog Saveza službeno je priznala nezavisnost Litve 6. rujna 1991. godine.

### Državni simboli
- Zastava prve Litavske SSR (1940. – 1953.)
- Zastava Litavsko-bjeloruske SSR (1919.)
- Zastava Litavske SSR (1953. – 1988.)
- Zadnja zastava Litavske SSR (1988. – 1990.)
- Grb Litavske SSR (do 1991.)

## Funkcioneri Litavske SSR

### Predsjednici
- Predsjednik Prezidijuma vrhovnog sovjeta
  - Justas Paleckis (25. kolovoza 1940. – 14. travnja 1967.)[3]
  - Motiejus Šumauskas (14. travnja 1967. – 24. prosinca 1975.)
  - Antanas Barkauskas (24. prosinca 1975. – 18. studenoga 1985.)
  - Ringaudas Songaila (18. studenoga 1985. – 7. prosinca 1987.)
  - Vitautas Astrauskas (7. prosinca 1987. – 15. siječnja 1990.)
  - Algirdas Brazauskas (15. siječnja 1990. – 11. ožujka 1990.)

### Premijeri
- Predsjednik Vijeća narodnih komesara
  - Mečislovas Gedvilas (25. kolovoza 1940. – 2. travnja 1946.)

- Predsjednik Vijeća ministara
  - Mečislovas Gedvilas (2. travnja 1946. – 16. siječnja 1956.)
  - Motiejus Šumauskas (16. siječnja 1956. – 14. travnja 1967.)
  - Juozas Maniūšis (14. travnja 1967. – 16. siječnja 1981.)
  - Ringaudas Bronislovas Songaila (16. siječnja 1981. – 18. studenoga 1985.)
  - Vytautas Sakalauskas (18. studenoga 1985. – 17. ožujka 1990.)[4]

## Vanjske poveznice
- Ustav Litavske SSR, 1978. (litavski)
- Ustav Republike Litve, 1938. (litavski)